# Yureru Omoi
Yureru Omoi (揺れる想い) è il quarto album in studio della cantante giapponese Zard, pubblicato nel 1993.

## Tracce
1. Yureru Omoi (揺れる想い?) – 4:28
2. Season – 4:06
3. Kimi ga Inai (君がいない?) – 3:58
4. In My Arms Tonight – 4:23
5. Anata wo Suki dakedo (あなたを好きだけど?) – 4:27
6. Makenaide (負けないで?) – 3:48
7. Listen to Me – 3:54
8. You and Me (and...) – 4:36
9. I Want You – 4:22
10. Futari no Natsu (二人の夏?) – 4:53